# Oocorys verrillii
Oocorys verrillii är en snäckart som först beskrevs av Dall 1889.  Oocorys verrillii ingår i släktet Oocorys och familjen hjälmsnäckor. Inga underarter finns listade i Catalogue of Life.